# Sito Alonso

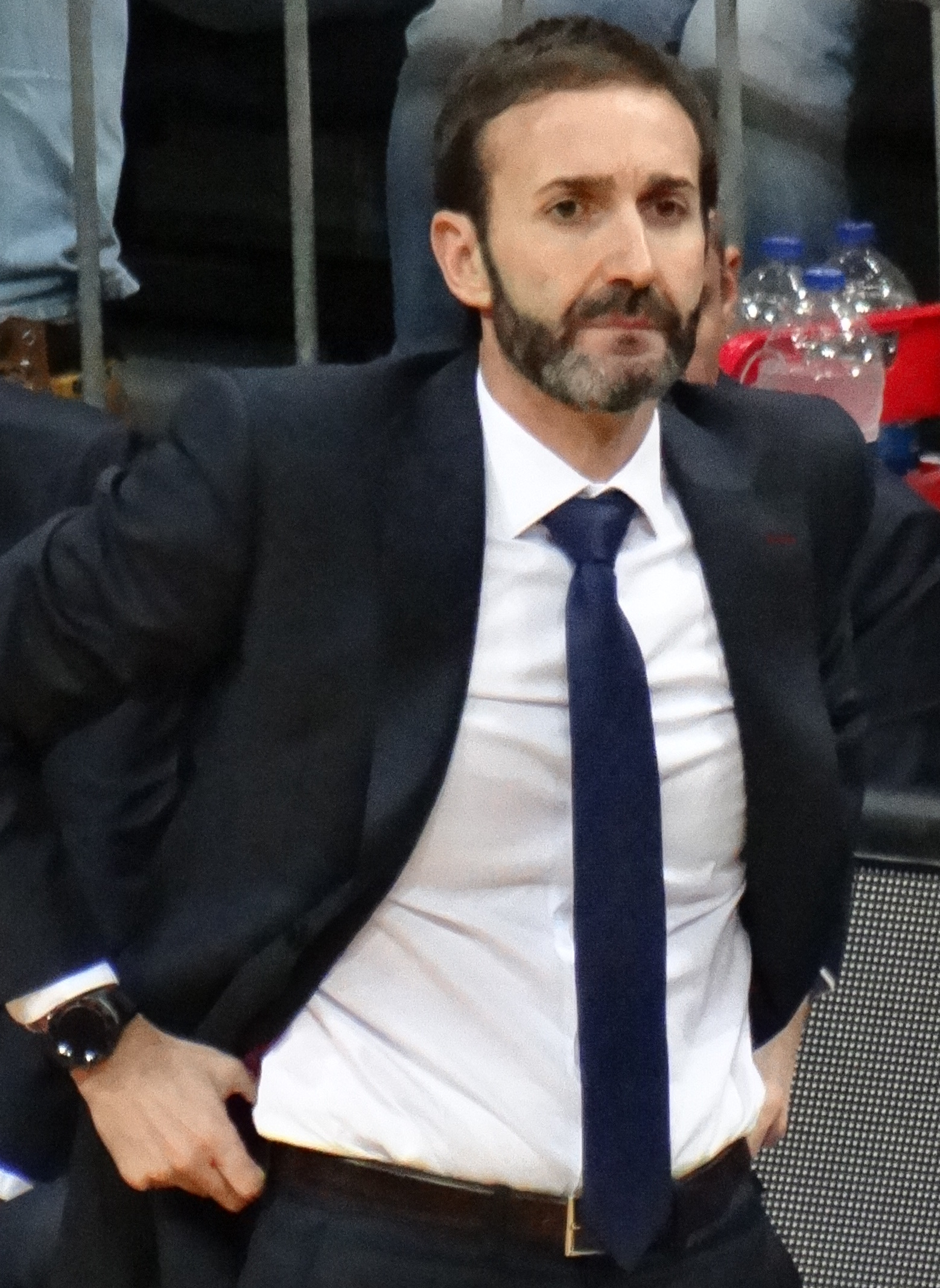
Imagem de Sito Blasco.

Alfonso Alonso Blasco (Madrid, 4 de dezembro de 1975) é um treinador de basquetebol profissional espanhol que atualmente está sem clube, tendo o FC Barcelona Lassa como último clube. Em sua passagem pelo Lagun Aro foi escolhido para receber o Prêmio Díaz Miguel de melhor treinador da temporada 2011-12. Como treinador da seleção espanhola sub-20, conquistou a medalha de bronze no campeonato europeu da categoria.

## Carreira
- 2005-10. DKV Joventut (treinador principal a partir de 2008)
- 2011-14. Lagun Aro GBC
- 2014-16. Dominion Bilbao Basket
- 2016-2017. Baskonia
- 2017-2018 FC Barcelona Lassa